# Ильюшкино (Новгородская область)
Ильюшкино — деревня в Валдайском районе Новгородской области. Входит в состав Костковского сельского поселения.

## География
Деревня расположена недалеко от районного центра — Валдая.

### Часовой пояс
Деревня Ильюшкино как и вся Новгородская область, находится в часовой зоне МСК (московское время). Смещение применяемого времени относительно UTC составляет +3:00.

## Население
| 2010 |
| ---- |
| 3    |